# 順德聯誼總會鄭裕彤中學
順德聯誼總會鄭裕彤中學（英語：Shun Tak Fraternal Association Cheng Yu Tung Secondary School）為香港一所位於西貢區的津貼中學，於1997年創立。

## 歷史
此校為順德聯誼總會創建的第五所中學，於1996年成功申辦，並獲分配現時的校舍。及後，校舍於1997年8月14日交付，隨後如期於同年9月開課。
而在籌建期間，由於獲新世界發展創辦人鄭裕彤贊助共1,300萬港元，此校因而獲冠名為「鄭裕彤中學」。
1999年4月8日，此校舉行揭幕典禮，由時任教育署署長羅范椒芬主持。
而自2000年政府推行「一條龍學校」政策起，此校即與鄰近的同系小學結龍，供該校小六學生直升中一。然而，由於收生質素下跌，兩校於2015年起逐步斷絕其「一條龍」關係，並於六年後全面生效。

## 校舍
此校為一所1995年版中學靈活式校舍，佔地約7,000平方米，設有26間課室及各種特別室。校舍連同相鄰的威靈頓教育機構張沛松紀念中學，均由廣源建築有限公司承建，於1996年2月動工，1997年8月竣工交付。
值得一提的是，此校為全港首座第二代靈活式校舍，早於1995年12月連同張沛松紀念中學一併招標興建，且較後者施工進度略快。

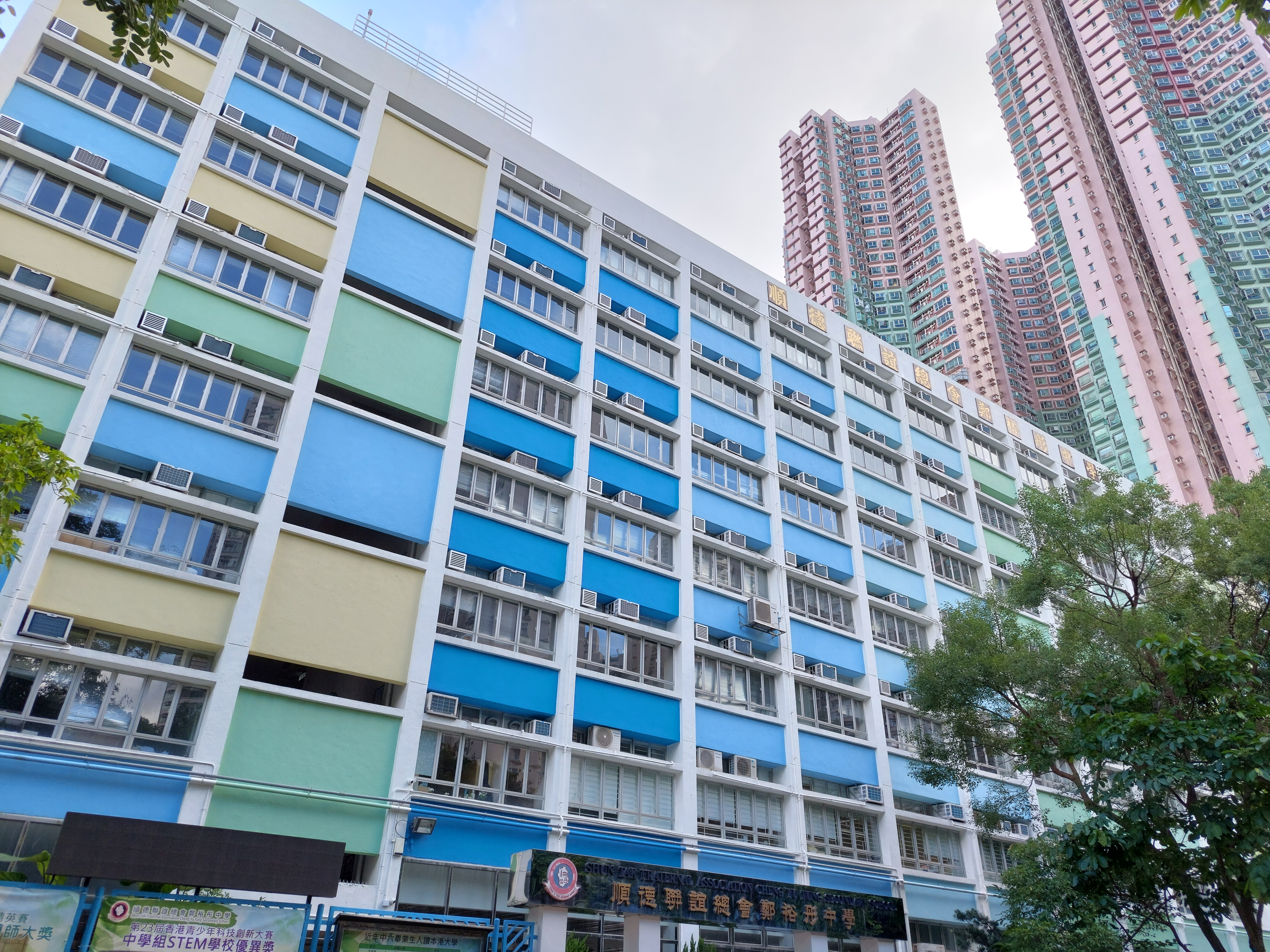
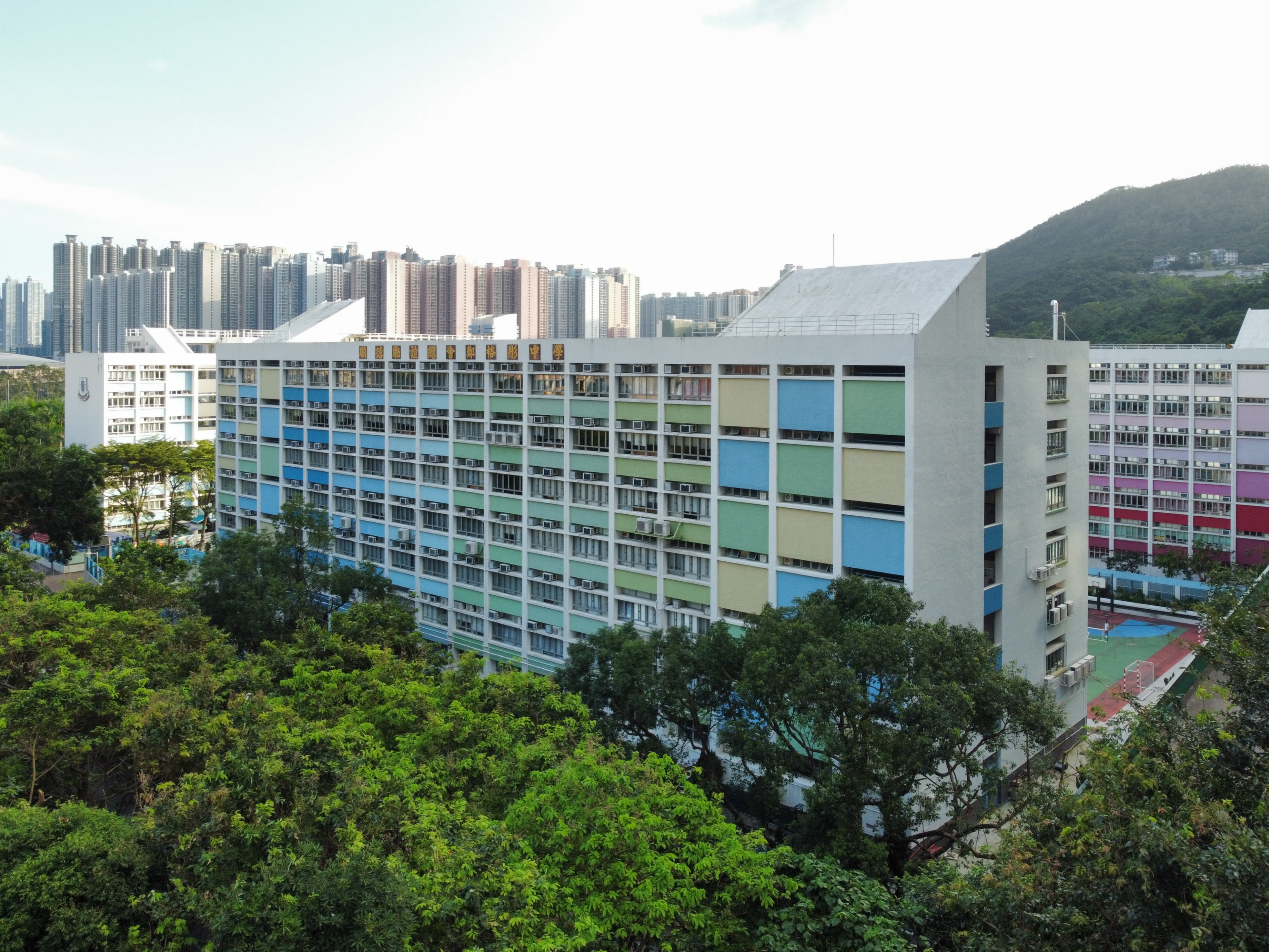

## 歷任管治人員

### 校監
- 盧德光先生（1997年至2024年，創校校監）
- 杜半之先生（2024年起，現任校監）

### 校長
- 徐港生先生（1997年-2012年，創校校長）[10]
- 鄭恩榮先生（2012年-2016年，自副校長晉升[11]，下同）
- 蔡玉冰女士（2016年-2020年）
- 李永揚先生（2020年起，現任校長）[12]

## 事件
- 1998年12月，此校校方被學生質疑加設閉路電視，有侵犯私隱之嫌。及後，時任校長就此作出解釋，並指有關設備是應警方建議而加裝，以防止此校再被爆竊[13]。

## 知名校友
- 鍾錦麟：前西貢區議會主席
- 盧峻峯：無綫電視演員
- 黃德文：籃球員

## 註解
1. 1 2  2024/25學年

## 外部連結
- 順德聯誼總會鄭裕彤中學官方網頁 （页面存档备份，存于）